# Dindicodes davidaria
Dindicodes davidaria là một loài bướm đêm trong họ Geometridae.